# 人類の知能の進化
人類の知能の進化（じんるいのちのうのしんか、英: Evolution of human intelligence）とはヒトの脳と言語の起源の進化と密接に関連している。人類進化の年表は約700万年前に及び、チンパンジー属の分岐から5万年前の現代的行動の出現までを含む。この年表の最初の300万年はサヘラントロプスに関係し、続く200万年はアウストラロピテクスに、最後の200万年は旧石器時代におけるヒト属の歴史に及ぶ。
共感、心の理論、喪、儀式、シンボルや道具の使用といったヒトの知能の多くの特徴は、他のヒト科の類人猿にもある程度見られるが、類人猿の言語のように、ヒトに見られるものよりもはるかに洗練されていない形態である。

## 歴史

### ヒト科
ヒト科の類人猿は、いくつかの認識および共感能力を示す。チンパンジーは道具を作って食料を獲得したりディスプレイ行動に使用したりすることができ、協力、影響力、順位を必要とする程度に複雑な狩猟戦略を持ち、地位を意識し、操作的で欺騙が可能である。また、シンボルを使用することを学び、関係性の統語論、数の概念、数列など、人間の言語の側面を理解することができる。「高度な知能」を持つ種（イルカ、類人猿、ヒト - ホモ・サピエンス）に共通する特徴の1つは、脳の大きさが拡大していることである。さらに、これらの種は大脳皮質の折り畳みがある、より発達した新皮質とフォン・エコノモニューロンを持つ。これらのニューロンは社会的知能や他者の考えや感情を推し量る能力と関連しており、バンドウイルカにも存在する。
約20万年前、ヨーロッパと中東はネアンデルタール人によって植民され、4万～4万5千年前にその地域に現代人類が出現した後、3万9千年前までに絶滅した。
人類の歴史
後期鮮新世において、ホミニンは二足歩行、すなわち直立歩行する能力をもたらした解剖学的進化的変化によって、現代の類人猿や他の近縁生物から区別された。眉弓隆起や平坦な顔といった特徴もホモ・エレクトスを特徴付ける。平均頭蓋容量が1000ccに増加したことからわかるように、脳の大きさはH.ハビリスなどの近縁種と実質的に区別される。前期の種と比較して、H.エレクトスは増加した脳容量を支えるために頭蓋骨に隆起と小さな稜を発達させた。ホモ・エレクトスは、大きさ、体重、骨格構造、栄養習慣が非常に似ているため、解剖学的に現代人であったと考えられている。しかし、時間の経過とともに、ヒトの知能は脳の生理学、頭蓋の解剖学と形態学、そして急速に変化する気候と環境と相互に関連する段階で発達した。

#### 道具の使用
認知の進化の研究は、特に旧石器時代の物質文化の集合体からなる考古学的記録に依存して、祖先の認知について推論を行う。過去半世紀の古人類学者は、石器の遺物をホミニンの脳内で行われる形而上学的活動の物理的産物に還元する傾向があった。最近、トーマス・ウィン、カレンリー・オーバーマン、ランブロス・マラフーリスといった認知考古学者によって、4E認知（他のアプローチについてはモデルを参照）という新しいアプローチが開発され、石器をホミニンの認知に洞察を与え、初期ホミニンの認知の発達に役割を果たす主体性を持つ物体として扱うことで、「内部」と「外部」の二分法を超えようとしている。4E認知アプローチは、心、身体、環境の相互連関的な性質を理解するために、認知を身体化、埋め込み、行為的、拡張的なものとして説明する。
人類の進化において、脳の進化と知能に関連して作られ、使用された道具には4つの主要なカテゴリーがある。約250万年前から160万年前の最古の主要な道具カテゴリーを構成するのは、オルドワン石器文化として知られる、ホモ・ハビリスが骨髄を抽出するために骨を割るために使用した剥片やコアなどの石器である。石器技術の発達は、祖先が打撃の力と角度を考慮し、望ましい結果を想像する認知的計画と能力を持って、精密にコアを打撃することができたことを示唆している。
ホモ・エレクトスに関連するアシュール文化は、「道具製作者がより多くの計画と技術を必要とし、対称性の原理を認識する必要があった」両面の手斧で構成されている。さらに、一部の遺跡では、原材料の選択に移動、高度な計画、協力、そして他のホミニンとのコミュニケーションが必要だったことを示す証拠がある。
道具作りの技術と使用において革新的な特徴を持つ第3の主要な道具産業カテゴリーはムスティエ文化である。使用後に定期的に道具を廃棄していた以前の道具文化と比較して、ネアンデルタール人に関連するムスティエ文化の道具は、特殊化され、長持ちするように作られ、「真の道具キットを形成していた」。ルヴァロワ技法と呼ばれるこれらの道具の製作には、複数の工程を含む過程が必要で、それによって複数の道具が生み出される。他のデータと組み合わせると、大型哺乳類の集団狩猟のためのこの道具文化の形成は、コミュニケーションのための発話と複雑な計画能力の発達を示している。
以前の道具文化には大きな変化が見られなかったのに対し、初期の現代ホモ・サピエンスの道具は、遺物の量と用途の多様性において豊かである。この後期旧石器時代のカテゴリーには、石、骨、歯、貝殻などの様々な材料で作られた刃、ブーメラン、アトラトル（槍投げ器）、弓矢など、いくつかのスタイルがある。使用を超えて、一部の道具は地位や集団の所属を示すものとして機能していたことが示されている。社会的用途のための道具の役割は、複雑な言語や物事との抽象的な関係といった認知の進歩を示している。

### ホモ・サピエンス

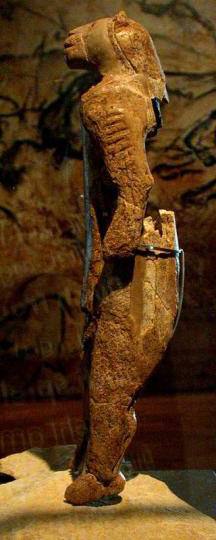
「ライオンマン」は、シュヴァーベンジュラ山脈のドイツのホーレンシュタイン・シュタデル洞窟で発見され、4万年前に年代付けられた。オーリニャック文化に関連付けられ、世界最古の擬人観的な動物像である。

#### ホモ・サピエンスの知能
ジェベル・イルード（モロッコ）におけるヒトの最古の発見は約30万年前に遡る。ホモ・サピエンスの化石は東アフリカでも発見され、それらは約20万年前のものである。これらの初期の現代人が言語、音楽、宗教などをどの程度発達させていたかは不明確である。認知トレードオフ仮説は、人類の進化の過程で短期作業記憶と複雑な言語能力の間に進化的なトレードオフがあったと提案している。
トバ・カタストロフ理論の提唱者によると、約7万年前、トバ火山の巨大な噴火により火山灰が数年間大気中に充満し、地球の非熱帯地域の気候が突然の寒冷化を経験した。これにより人類の個体数は赤道アフリカの1万組未満の繁殖ペアにまで減少し、現代のすべての人類はそこから子孫が生まれた。気候の突然の変化に備えていなかったため、生き残ったのは新しい道具を発明し、暖を取る方法を見つけ、新しい食料源を見つける（例えば、凍結した湖や川で使用していた以前の漁労技術を基に海洋漁労に適応する）ことができるほど知能の高い者たちであった。
約8万～10万年前、3つの主要なホモ・サピエンスの系統が分岐し、ミトコンドリアDNA ハプログループL1 / Y染色体DNA Aの保持者は南部アフリカ（コイサン/カポイド民族の祖先）を、ミトコンドリアDNA ハプログループL2 / Y染色体DNA Bの保持者は中部アフリカと西アフリカ（ニジェール・コンゴ語族とナイル・サハラ語族を話す民族の祖先）を植民地化し、ハプログループL3の保持者は東アフリカに留まった。
完全な現代的行動につながる「大いなる飛躍」は、この分岐の後にのみ始まる。道具製作と行動における急速な洗練化は約8万年前から明らかになり、中期旧石器時代の最後、約6万年前にアフリカからの移住が続く。具象芸術、音楽、自己装飾、交易、葬儀などを含む完全に現代的な行動は、3万年前までに明らかになる。最古の確かな先史美術の例はこの時期、先史ヨーロッパのオーリニャック文化とグラヴェット文化の時期に遡り、ヴィーナス小像や洞窟壁画（ショーヴェ洞窟）、最古の音楽器具（約3万6千年前のドイツのガイセンクレステルレの骨笛）などがある。
ヒトの脳は時間の経過とともに徐々に進化し、外部刺激と条件の結果として一連の漸進的な変化が生じてきた。進化は特定の時点において限定的な枠組みの中で機能することを念頭に置くことが重要である。言い換えれば、種が発達できる適応は無限ではなく、その種の進化の時間軸の中で既に起こったことによって定義される。脳の膨大な解剖学的・構造的複雑さを考えると、その進化（およびそれに伴うヒトの知能の進化）は、有限の方法でのみ再編成が可能である。これらの変化の大部分は、サイズまたは発達の時間枠のいずれかの点で発生する。
大脳皮質は4つの葉（前頭葉、頭頂葉、後頭葉、側頭葉）に分かれており、それぞれが特定の機能を持つ。大脳皮質はヒトが他のいかなる動物よりも有意に大きく、推論、抽象的思考、意思決定などのより高次の思考過程を担っている。ヒトを特別にし、他のいかなる種とも区別するもう一つの特徴は、複雑な統語的言語を生成し理解する能力である。側頭葉、頭頂葉、前頭葉の大脳皮質には、言語に特化した神経回路が存在する。言語に一般的に関連する脳の2つの主要な領域は、ウェルニッケ野とブローカ野である。前者は言語の理解を、後者は言語の生成を担当する。他の種にも相同の領域（チンパンジーの44野と45野など）が見つかっているが、ヒトほど言語活動に強く関連したり関与したりしていない。

## モデル

### 社会脳仮説
社会脳仮説は、イギリスの人類学者ロビン・ダンバーによって提唱され、ヒトの知能は主に生態学的問題を解決する手段としてではなく、大規模で複雑な社会集団の中で生存し繁殖する手段として進化したと主張する。大集団での生活に関連する行動には、互恵的利他主義、欺瞞、連合形成などがある。これらの集団力学は、他者の思考や感情を理解する能力である心の理論に関連するが、ダンバー自身も同じ書籍で、群れること自体が知能を進化させる原因ではないことを認めている（反芻亜目によって示されている通り）。
ダンバーは、社会集団の規模が増加すると、集団内の異なる関係の数が桁違いに増加する可能性があると主張する。チンパンジーは約50個体の集団で生活するのに対し、ヒトは通常約150人の社会的サークルを持ち、これは小規模社会の社会的コミュニティや個人的な社会的ネットワークの典型的な規模でもある。この数は現在ダンバー数と呼ばれている。さらに、集団の成功は設立時の規模に依存する証拠があり、約150人の集団が特に成功を収めているのは、効果的な機能性の最小規模とコミュニティへの帰属意識を生み出す最大規模のバランスを取っているためかもしれない。社会脳仮説によると、ホミニドが大集団で生活し始めたとき、選択は高い知能を優先した。証拠として、ダンバーは様々な哺乳類の新皮質のサイズと集団サイズの関係を挙げている。

#### 批判
霊長類の脳サイズに関する系統樹研究は、食性が霊長類の脳サイズを予測する一方、食性が脳サイズと社会性の両方に影響を与える場合に修正が加えられると、社会性は脳サイズを予測しないことを示している。社会知能仮説の予測からの例外は、その仮説が予測モデルを持たないものであるが、栄養価が高いが希少な食性、または豊富だが栄養価の低い食性によって成功裏に予測される。研究者らは、果実食者は葉食者よりも大きな脳サイズを示す傾向があることを発見した。この発見の一つの潜在的な説明は、果実食が「抽出採餌」、すなわちナッツ、昆虫、果実などの固い殻を持つ食物を探し出し、準備する過程を必要とするということである。抽出採餌はより高度な認知処理を必要とし、これが大きな脳サイズを説明する助けとなり得る。しかし、他の研究者は、一部の霊長類以外の動物が高度な採餌技術を示すことを実証し、抽出採餌は霊長類の脳サイズの進化における触媒ではなかったと主張している。脳サイズと果実食の間の正の相関関係に対する他の説明は、高エネルギーの果実食性の食事が胎児の脳成長を促進し、埋め込まれた食物を見つけるための空間的マッピングを必要とすることを強調している。
ミーアキャットは、その小さな脳容量が示唆するよりもはるかに多くの社会的関係を持っている。別の仮説は、実際には知能が社会的関係をより複雑にする原因であり、それは知的な個体をより理解するのが難しいためである。
ダンバー数がヒトの社会的関係の数の上限でもないことを示す研究もある。
社会的関係の数の上限を設定するのは脳容量であるという仮説は、単純な知性を持たない反応で「類人猿の政治」をエミュレートするのに十分であることを示すコンピューターシミュレーションや、アシナガバチのような一部の社会性昆虫が、哺乳類よりも小さな脳を持ちながら、約80個体の集団で（構造を持たない群れとは異なり）各個体が自分の位置を持つ階層を維持していることによっても反証される。
昆虫は、多くの個体が集団的生物として一緒に働く永続的なコロニーまでの比類のない多様な社会形態を示し、小さな神経系にもかかわらず印象的な認知能力を進化させてきたため、これを探求する機会を提供する。社会性昆虫は、社会環境を含む生態によって形作られる。脳容量と複雑性の相関を目的とした研究は、社会性昆虫のような事例があるため、社会性と認知の間の明確な相関を特定することができなかった。ヒトの社会では、通常、個人が集団の帰属を示す特徴を認識する能力によって結束が保たれる。同様に、社会性昆虫も多くの場合、競争者から防衛できるように自分のコロニーのメンバーを認識する。アリは、多成分の可変的な手がかりの微細な識別を必要とする匂いを比較することでこれを行う。研究によると、この認識は長期記憶を伴う複雑な認知操作ではなく、感覚的適応や慣れを通じて達成される。ミツバチは、コロニーの残りのメンバーに情報を伝えるためのコミュニケーション形態として象徴的な「ダンス」を使用する。さらに印象的な社会的使用として、ミツバチは新しい巣を探している群れに適切な巣の場所を示す。群れは、異なる情報を持つ偵察蜂によって表現される複数の「意見」から合意を形成し、最終的に群れが移動する単一の目的地に同意する。

### 文化的知能仮説

#### 概要
社会脳仮説と類似しているが異なるのが、文化的知能仮説または文化的脳仮説であり、これは社会的学習として知られる機構による文化的情報により、ヒトの脳サイズ、認知能力、知能が世代を通じて増加したことを主張する。この仮説はまた、社会的学習への依存度がより高く、より頻繁な機会を持つ種と全体的な認知能力との間に正の相関があることを予測する。これは、社会的学習が種の生存のための文化的スキルと戦略を発達させることを可能にするためである。この方法で、高度に文化的な種は理論的により知的であるべきだと言える。
ヒトは、他のすべての種を凌駕する豊富な認知能力と処理能力を持つ大きな脳を持つ、地球上で最も知的な種として広く認識されている。実際、ヒトは数百万年の進化の過程で脳サイズと知能の巨大な増加を示してきた。これは、ヒトが私たちの周りの社会環境による文化的に伝達された知識に対して比類のない依存を持つ「進化した文化的種」として言及されてきたためである。これは、遺伝子の変化と比較してヒトの集団で著しく速く広がる情報の社会的伝達によるものである。簡単に言えば、ヒトは最も文化的な種であり、したがって最も知的な種である。知能の進化に関する重要な点は、この文化的情報が人類全体に膨大な文化的スキルと知識を構築するために世代を超えて一貫して伝達されてきたことである。一方、ダンバーの社会脳仮説は、集団内の複雑な社会的相互作用により私たちの脳が主に進化したと主張する。このように、2つの仮説は文化的知能仮説が社会的に伝達された情報からの知能の増加により焦点を当てているという点で互いに異なる。これを通じて「社会的」相互作用から学習戦略への焦点の移行を見ることができる。この仮説はまた、他者から学習される文化的スキルと情報のプロセスを強調することにより、ヒトの「一般的知能」の考えに矛盾するとも見なされる。
2018年、ムトゥクリシュナと研究者らは、脳サイズ、集団サイズ、社会的学習、配偶構造の関係を明らかにする文化的知能仮説に基づくモデルを構築した。このモデルには3つの基本的な仮定があった：
1. 脳サイズ、複雑性、組織は1つの変数にまとめられた
2. より大きな脳は適応的知識のより大きな容量をもたらす
3. より多くの適応的知識は生物の適応度を高める

進化シミュレーションを用いて、研究者らは仮説化された関係の存在を確認することができた。文化的知能仮説モデルに関する結果は、より大きな脳がより多くの情報と適応的知識を蓄えることができ、したがってより大きな集団を支えることができることを示した。この豊富な適応的知識は、頻繁な社会的学習の機会に利用することができる。

#### さらなる実証的証拠
前述のように、社会的学習は文化的知能仮説の基礎であり、単純に言えば他者からの学習として記述することができる。それは模倣、観察学習、家族や友人からの影響、他者からの明示的な教示などの行動を含む。ヒトを他の種と区別するのは、文化的に獲得された情報を重視するため、ヒトは乳児期から既に重要な社会的学習能力を持つように進化したことである。この現象を実証するため、2012年に研究者らによって9ヶ月齢の乳児に対する神経学的研究が行われた。この研究では、1週間にわたって乳児が養育者がガラガラで音を出すのを観察した。研究期間中、乳児の脳が監視された。研究者らは、乳児が実際に自分でその動作を行うことなく、ガラガラで音を出すことに関連する神経経路を活性化できることを発見し、ヒトの社会的学習を実証した - 乳児は他者による動作の遂行を観察するだけで、特定の動作の効果を理解することができた。この研究は社会的学習の神経機構を実証するだけでなく、人生の最初から周囲の人々から文化的スキルを獲得する私たちの生来の能力も実証する - したがって、文化的知能仮説に対する強力な支持を示す。
より広範な規模で文化的知能仮説を実証するために、様々な研究が行われてきた。2016年の特定の研究は、より社会的なスマトラ種とより非社交的なボルネオ種を含む2つのオランウータン種を調査した。目的は、社会的学習の機会の頻度がより高い種は、より知的になるように進化するはずだという考えを検証することであった。結果は、スマトラ種が非社交的なボルネオ種と比較して認知テストで一貫してより良い成績を示したことを明らかにした。スマトラ種はまた、その生息地内でより大きな抑制とより慎重な行動を示した。これは、ヒト以外の種において文化的知能仮説の証拠を示した最初の研究の一つであり、学習機会の頻度が徐々に2つの種の間の認知能力の違いを生み出していた。

#### 変容的文化的知能仮説
2018年の研究は、仮説の元のバージョンの変更されたバリアントである「変容的文化的知能仮説」を提案した。この研究は、異なる社会的文脈における4歳児の問題解決能力を調査することを含んでいた。子どもたちは水を使って管から浮いている物体を取り出すように求められた。手がかりなしではほとんど全員が失敗したが、教育的な解決策を示唆する動画を見せられた後、ほとんどの子どもが成功した。しかし、同じ動画が非教育的な方法で示された場合、課題における子どもたちの成功は改善されなかった。重要なことに、これは子どもたちの物理的認知と問題解決能力が、課題がどのように社会的に提示されるかによって影響を受けることを意味した。そのため研究者らは、私たちの物理的認知が周囲の社会環境によって発達し影響を受けることを強調する変容的文化的知能仮説を定式化した。これは、ヒトの社会的認知であって物理的認知ではないことが最も近い霊長類の親戚よりも優れているという従来の文化的知能仮説に挑戦する。外部の社会的要因によって影響を受けるヒトに固有の物理的認知を示している。この現象は他の種では見られていない。

### 攻撃性の減少
ヒトの知能の成長を説明しようとする別の理論は、攻撃性低減理論（別名自己家畜化理論）である。この思考の流れによると、ホモ・サピエンスにおける高度な知能の進化をもたらしたのは、攻撃的衝動の劇的な減少であった。この変化は、まだはっきりとこの攻撃性が見られる他の猿類や霊長類から私たちを分け、最終的に共感、社会的認知、文化といったヒトの本質的な特徴の発達につながった。この理論は、温順さのための選択的繁殖が、わずか数世代で印象的な「ヒトのような」能力の出現につながった動物の家畜化の研究から強力な支持を受けている。例えば、飼いならされたキツネは、社会的コミュニケーションの高度な形態（指差しジェスチャーの追跡）、幼形的な身体的特徴（子どものような顔、垂れ耳）、さらには心の理論の初歩的な形態（アイコンタクトの探求、視線の追跡）を示す。証拠はまた、動物行動学（制御された実験室の設定ではなく、自然の生息地での種の観察に焦点を当てた動物行動の研究）の分野からも得られ、スタンプテイルマカク、オランウータン、ボノボなど、穏やかでリラックスした方法で相互作用する動物は、より攻撃的なチンパンジーやヒヒの間に見られるものよりも高度な社会認知能力を持つことが分かっている。これらの能力は攻撃性に対する選択から生じると仮説が立てられている。
機械的なレベルでは、これらの変化は交感神経系（闘争逃走反射）の体系的な下方制御の結果であると考えられている。したがって、飼いならされたキツネは副腎の大きさが減少し、基底および
ストレス誘発性の血中コルチゾール濃度が最大5倍まで減少を示す。同様に、家畜化されたラットとモルモットは、どちらも副腎の大きさが減少し、血中コルチコステロン濃度が低下している。家畜化された動物のネオテニーは、視床下部-下垂体-副腎系の未成熟期間（通常は幼獣期の短期間のみ）を大幅に延長し、これによってより長い「社会化の窓」が開き、その間に飼育者とよりリラックスした方法で相互作用を学ぶことができるようになるようである。
この交感神経系の反応性の下方制御は、多数の対立する器官やシステムの代償的な増加を伴うと考えられている。これらは十分に特定されていないが、そのような「器官」の候補として、副交感神経系全体、扁桃体に対する中隔野、オキシトシン系、内因性オピオイド、闘争逃走反射に拮抗する様々な形態の静的不動化などが提案されている。

### 社会的交換理論
ある研究は、個人間の社会的交換に関する推論がヒトの脳への適応であると仮説を立てている。この適応は、二者が価値の低いものを価値の高いものと相互に交換することで、以前よりも両者がより良い状態になる場合に進化すると予測される。しかし、選択は両者が利益を得る場合にのみ社会的交換を支持する。
2004年、心理学者サトシ・カナザワは、gは領域特異的で、種に特有の、情報処理の心理学的適応であると主張し、2010年には、gは進化的に馴染みのない問題にのみ相関し、進化的に馴染みのある問題には相関しないと主張し、「サバンナ-IQ相互作用仮説」と呼ぶものを提案した。2006年、サイコロジカル・レビューは、心理学者デニー・ボースブームとコナー・ドランによるカナザワの2004年の論文に対するコメントを発表し、カナザワのgの概念は経験的に支持されておらず、純粋に仮説的であり、gの進化的説明は個人差の源としてそれに取り組まなければならないと主張した。
カナザワの2010年の論文に対して、心理学者スコット・バリー・カウフマン、コリン・G・デヤング、ディアドレ・レイス、ジェレミー・R・グレイは、112人の被験者にレダ・コスミデスとジョン・トゥービーが適応した心で提案した社会関係の文脈における70項目のコンピュータ化されたウェイソン選択課題（ロジックパズル）を与え、「進化的に馴染みのない恣意的な問題よりも、進化的に馴染みのある非恣意的な問題の成績の方が一般知能とより強く関連している」ことを発見した。
ピーター・キャスカート・ウェイソンは当初、被験者の10%未満しか正解を見つけられなかったことを示し、この発見は再現された。心理学者パトリシア・チェン、キース・ホリヨーク、リチャード・E・ニスベット、リンジー・M・オリバーは、1学期間の命題論理の大学課程を修了した被験者が、そのような大学課程を修了しない被験者よりもウェイソン選択課題でより良い成績を収めないことを実験的に示した。
トゥービーとコスミデスは、1983年に課題に関する以前の実験のレビューを始めた後、社会的交換の大きな計算理論の一部としてウェイソン選択課題の社会関係の文脈を最初に提案した。他の実験者がいくつかの文脈が他よりも正しい被験者の反応を引き出すことを発見したにもかかわらず、トゥービーとコスミデスが課題の文脈化された変形と非文脈化された変形における被験者の成績の差異が特殊化されたチート検出モジュールの副産物であると提案するまで、それらを区別するための理論的説明は特定されなかった。トゥービーとコスミデスは後に、内容に依存しない推論規則の進化した認知メカニズムが存在するかどうかは議論の余地があると指摘した。
さらに、経済学者トーマス・ソウェルは、知能指数テストにおける民族集団間の平均テストスコアの差異を見出した多くの研究が、平均テストスコアの低い民族集団は非言語的、非情報的、または抽象的推論のテスト項目で最も成績が悪い傾向があることを指摘している。2003年のヒトゲノム計画完了後に執筆した心理学者アール・B・ハントは、2011年に様々な人種や民族集団間の認知能力の差異に関連する遺伝子は一度も発見されていないと指摘し、2012年にはアメリカン・サイコロジストが心理学者リチャード・E・ニスベット、ジョシュア・アロンソン、クランシー・ブレア、ダイアン・F・ハルパーン、エリック・タークハイマー、経済学者ウィリアム・ディケンズ、哲学者ジェームズ・R・フリンによる新しい知見のレビューを発表し、発見された一塩基多型遺伝子多型のほとんどが正常範囲内のIQの変動と一貫して関連していないと結論付けた。

### 性淘汰
性淘汰を提唱するこのモデルは、ジェフリー・ミラーによって提案され、ヒトの知能は狩猟採集社会の生存に必要な以上に洗練されていると主張する。彼は、言語、音楽、芸術などの知能の表れは、古代のホミニドの生存に対する実用的価値のために進化したのではないと主張する。むしろ、知能は適応度の指標であった可能性がある。ホミニドは健康な遺伝子の指標として、より高い知能を持つものが選択され、性淘汰のフィッシャー的ランナウェイポジティブフィードバックループが比較的短期間でヒトの知能の進化をもたらしたとされる。哲学者デニス・ダットンもまた、ヒトの美的能力は性淘汰によって進化したと主張した。
進化生物学者ジョージ・クリストファー・ウィリアムズと進化医学研究者ランドルフ・ネッセは、進化心理学者のジョン・トゥービーとレダ・コスミデスが感情を「ダーウィン的な心の計算理論」と呼んでいることを引用している。一方、社会心理学者のデイビッド・バスは、嫉妬の感情における性差が配偶者による不貞行為を検出するための適応的な戦略であると主張し、人類学者のドナルド・ブラウンとワード・グッドイナフは、結婚は男性間の競争と順位制に対応して、特定の文化内の妊孕性のある女性への性的アクセスを規制するために進化した文化普遍であると主張している。
バスによって実施された異文化研究を引用し、ミラーは、ヒトが利他的な配偶者を好むなら、配偶者選択によって直接利他的行動が選択されるだろうと主張している。さらに、ネッセと理論生物学者メアリー・ジェーン・ウェスト=エバーハードは、性淘汰を社会的選択のサブカテゴリーとみなしている。ネッセと人類学者のクリストファー・ベームは、さらにヒトの利他主義は進化的に異常な協力行動とヒトの文化創造能力、そしてバンド社会によるいじめ、窃盗、フリーライダー、精神病質者への死刑を可能にした適応度上の利点を持っていたと主張している。
多くの種では、雄のみが装飾品や誇示行動などの印象的な第二次性徴を持つが、性淘汰は少なくとも部分的に一夫一婦制の種では雌にも作用し得ると考えられている。完全な一夫一婦制では、性的に選択された形質に同類交配が生じる。これは、魅力の少ない個体が他の魅力の少ない個体と交配することを意味する。魅力的な形質が適応度の良い指標である場合、性淘汰は魅力の少ない個体の子孫の遺伝的負荷を増加させる。性淘汰がなければ、魅力の少ない個体は有害な突然変異が少ない優れた配偶者を見つけ、生存の可能性が高い健康な子どもを持つかもしれない。性淘汰があると、魅力の少ない個体は多くの有害な突然変異を共同の子孫に伝える可能性が高い劣った配偶者にしかアクセスできず、その子孫は生存の可能性が低くなる。
性淘汰は、例えば関連する類人猿種に見られるものと比較して全体的な体格に対して非常に大きな乳房や臀部など、ヒトの雌特有の他の特徴の説明として考えられることが多い。そのような大きさの乳房や臀部が乳児の哺乳などの機能に必要であれば、他の種にも見られるはずだと一般的に考えられている。ヒトの雌の乳房（典型的な哺乳類の乳房組織は小さい）が多くの男性にとって色気があると感じられることは、ヒトの雌の第二次性徴に作用する性淘汰と一致する。
知能と判断能力に対する性淘汰は、富の高度に可視的な誇示など、成功の指標に作用する可能性がある。成長するヒトの脳は、関連する類人猿種の脳よりも多くの栄養を必要とする。雌が雄の知能を正しく判断するためには、彼女たち自身が知的でなければならない可能性がある。これは、平均的に男女間で明確な知能の差がないにもかかわらず、知能を誇示的な形で表現する傾向に明確な男女差があることを説明できるかもしれない。

#### 批判
ヒトの知能の進化における障害原理/適応度誇示モデルによる性淘汰は、生殖年齢に対する相対的なコストのタイミングの問題について、特定の研究者から批判されている。クジャクの羽やヘラジカの角のような性的に選択された装飾が思春期中またはその後に発達し、性的に成熟した年齢にそのコストを合わせるのに対し、ヒトの脳は人生の早い段階で髄鞘や他の脳のメカニズムのためのニューロン間の効率的な通信に大量の栄養を消費する。人生の早い段階でのこれらのコストは、後の人生でのニューロンの発火コストを低減する促進因子を構築し、その結果、脳のコストのピークと脳の性能のピークは思春期の反対側に位置し、コストは性的に未成熟な年齢でピークを迎え、性能は性的に成熟した年齢でピークを迎える。批判的な研究者は、上記は知能のコストが生殖年齢まで生存する可能性を減少させる信号であり、性的に成熟した個体の適応度を示す信号ではないと主張する。障害原理は性的に未成熟な個体における障害からの選択に関するものであり、これは子孫の生殖年齢までの生存確率を増加させるため、上記のメカニズムによって障害は選択に反して選択され、選択されることはないと主張する。これらの批判者は、性淘汰とは異なり、自然選択は免疫系や捕食者に対する保護手段としての体内の毒素の蓄積と修正など、思春期前に最も多くの栄養を必要とする多くの形質を生み出してきたことを挙げて、ヒトの知能は自然選択によって進化したと主張する。

### 疾病抵抗性の指標としての知能
髄膜炎のようなウイルス性幼児期感染症、トキソプラズマやマラリア原虫のような原生生物、寄生虫や住血吸虫のような動物寄生虫によって引き起こされる重度の認識障害を持つ人々の数は、数億人と推定されている。医学的基準では「疾病」として分類されない、困難な課題を完了できないなどの中程度の精神的損傷を持つさらに多くの人々も、潜在的な性的パートナーによって劣った配偶者とみなされる可能性がある。
このように、広範で毒性の強い、古来からの感染症は認知能力に対する自然選択に大きく関与している。寄生虫に感染した人々は、病気の目に見える兆候に加えて、脳の損傷と明らかに不適応な行動を示すかもしれない。より賢い人々は、安全な非汚染水と食物を安全でない種類から区別し、蚊の多い地域を安全な地域から区別することをより巧みに学ぶことができる。さらに、彼らはより巧みに安全な食物源と生活環境を見つけ、発展させることができる。この状況を考えると、より賢い育児パートナーを好むことは、彼らの子孫が疾病に対する免疫系抵抗性のための最良の抵抗対立遺伝子だけでなく、疾病を避け、栄養価の高い食物を選択するスキルを学ぶためのより賢い脳を継承する可能性を高める。人々が成功、富、評判、病気のない身体的外見、または慈悲や自信などの心理的特性に基づいて配偶者を探す時、その効果は優れた疾病抵抗性をもたらす優れた知能を選択することになる。

### 生態的優位性-社会的競争モデル
ヒトの知能の進化を説明する別のモデルは、主にリチャード・D・アレクサンダーの研究に基づいて、マーク・V・フリン、デイビッド・C・ギアリー、キャロル・V・ワードによって説明された生態的優位性-社会的競争（EDSC）である。このモデルによると、ヒトの知能は生息地に対する支配の増加と社会的相互作用の重要性の増加の組み合わせにより、重要なレベルまで進化することができた。その結果、ヒトの知能を高めるための主要な選択圧は、自然界の習得から、同種の個体またはグループ間の優位性をめぐる競争へと移行した。
進歩、生存、そして複雑化する社会構造内での繁殖がますます高度な社会的スキルを好むようになるにつれて、ますます複雑な言語パターンを通じた概念のコミュニケーションが続いた。競争が少しずつ「自然」の制御から他のヒトへの影響へと移行したため、より高度な社会的スキルによってリーダーシップやアクセプタンスを求めるグループの他のメンバーを出し抜くことが重要になった。より社会的でコミュニケーション能力の高い人がより容易に選択されることになった。

### 脳サイズに依存する知能
ヒトの知能は、進化的な意味で必ずしも適応的ではない極端なレベルにまで発達している。第一に、頭の大きな赤ちゃんは出産が困難であり、大きな脳は栄養素と酸素の要求の点でコストがかかる。したがって、ヒトの知能の直接的な適応的利点は、少なくとも現代社会では疑問であり、先史時代の社会での研究は困難である。2005年以来、科学者たちは頭の大きさに影響を与えると考えられる遺伝子変異体に関するゲノムデータを評価しており、これらの遺伝子が現代のヒト集団で強い選択圧を受けているという証拠は見つかっていない。頭の大きさの形質は現代のヒトで一般的に固定されている。
ヒトにおいて脳サイズの減少は低い知能と強い相関があるが、一部の現代人はホモ・エレクトスと同程度の小さな脳サイズでありながら、現代人として正常な知能（IQテストに基づく）を持っている。ヒトにおける脳サイズの増大は、専門的な専門知識のためのより大きな容量を可能にする可能性がある。

#### 拡大した皮質領域
霊長類の脳進化に関する2つの主要な視点は、協調進化とモザイク進化のアプローチである。協調進化アプローチでは、脳の皮質拡大は適応的可能性というよりも、より大きな脳の副産物と考えられる。研究は、マカク属とマーモセット間の皮質拡大がヒトとマカクの間のものと同等であることを発見することで、協調進化モデルを支持している。研究者はこの結果を脳サイズを増加させる進化過程の制約に帰属している。モザイクアプローチでは、皮質拡大はその種の適応的利点に帰属される。研究者はホミニンの進化をモザイク進化に帰属している。
霊長類の脳進化研究は、高次認知に関連する特定の皮質領域が霊長類の脳進化において最大の拡大を示したことを示している。感覚運動領域は限定的な成長を示した。複雑な認知に関連する3つの領域には、前頭葉、側頭葉、および皮質の内側壁が含まれる。研究は、これらの領域の拡大が不均衡に側頭頭頂接合部（TPJ）、外側前頭前皮質（LPFC）、および前帯状皮質（ACC）に集中していることを示している。TPJは頭頂葉に位置し、道徳性、心の理論、および空間認識に関連している。さらに、ウェルニッケ野はTPJに位置している。研究は、この領域が言語処理だけでなく、言語生成も支援することを示唆している。LPFCは一般的に計画と作業記憶機能に関連している。言語処理に関連する第二の主要な領域であるブローカ野もLPFCに位置している。ACCはエラーの検出、競合のモニタリング、運動制御、および感情に関連している。特に、研究者はヒトのACCがマカクのACCと比較して不均衡に拡大していることを発見した。
化石は、ホモ・サピエンスの総脳容量が30万年前という早い段階で現代のレベルに近づいていたが、頭頂葉と小脳は総容量に対して相対的にこの時点の後に成長し、約10万年前から3万5千年前の間のある時点で現在の変異レベルに達したことを示している。
脳の皮質拡大に関する研究は、アルツハイマー病などの神経学的障害の進化的基盤を調査するために使用されてきた。例えば、研究者は拡大したTPJ領域をアルツハイマー病と関連付けている。しかし、他の研究者はヒトの脳の拡大した皮質領域とアルツハイマー病の発症との間に相関関係を見出していない。

### 細胞、遺伝子、回路の変化
ヒトの脳の進化には、細胞、遺伝子、および回路の変化が含まれる。遺伝子レベルでは、ヒトは発話と言語発達に関連する改変されたFOXP2遺伝子を持つ。ヒトの遺伝子変異体SRGAP2であるSRGAP2Cは、より大きな樹状突起棘密度を可能にし、より多くの神経接続を促進する。細胞レベルでは、研究はフォン・エコノモニューロン（VEN）が他の霊長類よりもヒトにより多く存在することを示している。研究はVENが共感、社会的認識、自己制御に関連していることを示している。研究は線条体が報酬の理解とペアボンド形成に役割を果たすことを示している。回路レベルでは、ヒトはより複雑なミラーニューロンシステム、2つの主要な言語処理領域（ウェルニッケ野とブローカ野）間のより大きな接続、および運動皮質と脳幹を接続する声帯制御回路を示す。ミラーニューロンシステムは社会的認知、心の理論、および共感に関連している。研究はマカクとヒトの両方にミラーニューロンシステムの存在を実証している。しかし、マカクではミラーニューロンシステムは他動的運動を観察する時のみ活性化される。

### 群選択
群選択理論は、上記のような個体の不利益があるにもかかわらず、集団（氏族、部族、またはより大きな集団）に利益をもたらす生物の特徴が進化し得ると主張する。知能の集団的利益（言語、個体間のコミュニケーション能力、他者を教える能力、その他の協力的側面を含む）は、集団の生存可能性を高めるという明らかな効用を持つ。
さらに、群選択の理論はダーウィンの自然選択理論と本質的に結びついている。特に、「集団に関連した適応は、個体の代替的な集団の自然選択に帰属されなければならず、集団内の代替的な対立遺伝子の自然選択はこの発展に対して反対する」。
集団間選択は、個体の集団内で生じる変化と適応を説明するために使用することができる。集団関連の適応と変化は、他の集団との関係で有利であることが証明される特性や特徴が集団内でますます人気を集め、普及するため、集団間選択の副産物である。最終的に、競合する集団に対する全体的な生存確率を高める。
しかし、この説明は、安定した確立された社会的集団で生活するヒト（および他の種、主に他の哺乳類）には適用できない。これは、これらの集団内で機能するために個体に必要とされる社会的知能のためである。ヒトは、唯一ではないが、家族の核を超えて広がる個人的な関係とつながりのシステムを形成する認知的・精神的能力を持っている。他の個人を創造し、相互作用し、調整する継続的なプロセスは、多くの種の生態の重要な構成要素である。
これらの概念は、上記の社会脳仮説と結びつけることができる。この仮説は、ヒトの認知的複雑性は、拡大された集団で生活することから必要とされるより高いレベルの社会的複雑性の結果として生じたと想定する。これらのより大きな集団は、より多くの社会的関係と相互作用を伴い、その結果、ヒトの知能の拡大した量につながる。しかし、この仮説は近年学術的な精査を受けており、大部分が反証されている。実際、デカシエンらによって実施された研究が指摘するように、種の脳サイズは社会性の指標よりも食性によってはるかによく予測することができる。彼らは、生態学的要因（葉食/果実食、環境など）が社会的要因（集団サイズ、交配システムなど）よりも霊長類の脳サイズをはるかによく説明することを発見した。

### 栄養状態
アフリカの350万年前以前の初期のホミニンは、主に植物食を中心とし、昆虫や腐肉を補完していた。彼らの食性は、小さな犬歯、大きな臼歯、そして硬い植物繊維を咀嚼することができた拡大した咀嚼筋を持つ「頑丈な」歯顔面の特徴によって証明される。知能は、石の台と槌などの道具技術の使用を通じて、食物の獲得に役割を果たした。
古生物学において現代人の特徴（より大きな脳など）の出現を肉食と結びつける支配的な説明とは対照的に、ホモ・エレクトスにまで遡る知能の進化における栄養の役割を示す直接的な証拠はない。しかし、科学者は栄養が重要な役割を果たしたことを示唆しており、植物食を含む多様な食事や、火などの調理と食物加工のための新技術の使用がそれに含まれる。
鉄、亜鉛、タンパク質、ヨウ素、ビタミンB群、Ω-3脂肪酸、マグネシウム、その他の栄養素が不足した食事は、妊娠中の母親または発達中の子供において、より低い知能をもたらす可能性がある。これらの入力は知能の進化には影響を与えなかったが、その発現を制御する。より高い知能は、栄養レベルが高い物理的および社会的環境から来て生活している個体であることを示す信号である可能性があり、一方、より低い知能は、子供、その母親、またはその両方が栄養レベルの低い物理的および社会的環境から来ていることを示唆する可能性がある。プレヴィックは、脳内のドーパミン作動性活性の上昇に対する栄養因子の寄与を強調しており、ドーパミンが作業記憶、認知シフト、抽象的で遠い概念、および高度な知能の他の特徴に重要であるため、これがヒトの知能の進化に責任を持った可能性がある。